# Őrhalom
Őrhalom è un comune dell'Ungheria di 1.119 abitanti (dati 2001). È situato nella contea di Nógrád.